# مهرجان الخليل 2019
عقدت لجنة مهرجان الخليل الأول 2019 اليوم الخميس مؤتمراً صحفياً للإعلان عن فعاليات مهرجانها، وإطلاق مؤتمر خليل الرحمن الدولي الأول للطب العام والأسنان، ومعرض الكتاب والوسائل التعليمية الحديثة، وذلك بحضور وزير الأشغال والإسكان أ. د. محمد زيارة وأعضاء اللجنة المكونة من بلدية الخليل، محافظة الخليل، غرفة تجارة وصناعة محافظة الخليل، وشركة انفينيتي، بالإضافة إلى الشركاء في المهرجان مديرية التربية والتعليم، نقابة الأطباء، نقابة أطباء الأسنان وتجمع أطباء فلسطين/ أوروبا.
وبدأت أولى فعاليات المهرجان مطلع الشهر الحالي (أيّار) بوضع حجر الأساس لبوابة مدينة الخليل التاريخية، ومن المتوقع أن تستمر فعالياته على مدار أربعة شهور حتى نهاية شهر أيلول.
ورحبّ رئيس بلدية الخليل أ. تيسير أبو سنينة بالحضور، معرباً عن سعادته بهذا المهرجان الذي يُكرس فكرة الشراكة الحقيقية بين مؤسسات المجتمع المحلي في تحقيق التنمية والتي غابت عن مؤسساتنا لفترة طويلة، موضحاً أهداف المهرجان والمتمثلة في إبراز الدور التاريخي والحضاري لمدينة الخليل، تنشيط الحركة السياحية في الخليل وجلب السياح والوافدين، تشجيع الحركة الاقتصادية في البلدة القديمة ومحيطها، مبيناً أهم الفعاليات والأنشطة التي يتضمنها المهرجان وهي مهرجان العنب ومعرض التسوق وفعاليات بيئية وحملات توعية وماراثون رياضي.
في حفل كبير أقيم في مقر غرفة تجارة وصناعة محافظة الخليل مساء اليوم الأربعاء، تم إطلاق مهرجان الخليل 2019، وذلك بحضور رسمي وشعبي وإعلامي، إضافة إلى الكتل الرئيسة المتنافسة في انتخابات الغرفة التجارية، حيث أعلنت لجنة مهرجان الخليل 2019 والتي تضم «محافظة الخليل، وبلدية الخليل، والغرفة التجارية، وشركة إنفينيتي للدعاية والإعلان» عن أبرز النشاطات التي سيتضمنها المهرجان، ومن ضمنها إنشاء بوابة متميزة لمدخل المدينة الشمالي، وتوقيع اتفاقية بهذا الخصوص مع شركة جابر للمقاولات والاستثمار لتمويل أعمال البناء.
وفي كلمته الافتتاحية، رحب رئيس غرفة تجارة وصناعة محافظة الخليل المهندس محمد غازي الحرباوي بالحضور، أكد على أهمية إقامة مهرجان الخليل 2019، بما يتضمنه من فعاليات ونشاطات اقتصادية وثقافية متميزة تساهم في إحياء وإنعاش الوضع الاقتصادي للمحافظة بشكل عام، وتسعى لاستقطاب واستقبال الزوار والسياح من محافظات الوطن المختلفة، حيث من المخطط أن تقام هذه الفعاليات في منتصف أيلول / سبتمبر المقبل، تزامناً مع فعاليات مهرجان العنب الفلسطيني الذي يعقد سنوياً.
وقدم الحرباوي شكره للمؤسسات الشريكة في لجنة المهرجان، خاصة شركة انفينيتي للدعاية والإعلان صاحبة الفكرة، وأصحاب التصاميم التي تقدمت لمسابقة البوابة، وشركة الجابر للمقاولات والاستثمار التي مولت بناء بوابة للمدخل الشمالي للمدينة تعبر عن عراقة وأصالة وتاريخ مدينة خليل الرحمن، مؤكداً استمرار غرفة تجارة وصناعة محافظة الخليل في تأدية رسالتها لتطوير وتنمية الاقتصاد الوطني.
وفي كلمته، نقل نائب رئيس بلدية الخليل المهندس يوسف الجعبري تحيات رئيس بلدية الخليل أ. تيسير أبو سنينة والمجلس البلدي، مؤكداً على أن الخليل التي نالت لقب المدينة الحرفية للعام 2016 ثم حصلت على اعتراف اليونسكو بتسجيلها على قائمة التراث العالمي في العام 2017 تستحق أن يتم تسليط الضوء عليها، بإقامة فعاليات اقتصادية ضخمة مثل مهرجان الخليل 2019 لتعريف العالم بها، منوهاً على تكثيف الجهود للحفاظ على الخليل وبيئتها وبلدتها القديمة بكل السبل المتاحة، حيث ستقام في البلدة القديمة العديد من فعاليات المهرجان.
عطوفة محافظ الخليل اللواء جبريل البكري قدم شكره لرئيس الغرفة التجارية المهندس محمد غازي الحرباوي على جهوده التي بذلها خلال فترة رئاسته للغرفة التجارية، مؤكداً أن نشاطات الغرفة التجارية كبيرة ومتنوعة ولها بصمة محلية ودولية، آملاً أن تستمر بهذه الفاعلية وأن يتم البناء على ما تم إنجازه خلال الفترات القادمة.
وتطرق عطوفته إلى الوضع السياسي والاقتصادي التي تعيشه الخليل، والتطورات التي شهدتها في الفترة الأخيرة، آملاً أن يتم التعاون بين جميع الأطراف للحفاظ على الصالح العام.
أما بخصوص البلدة القديمة فأكد عطوفته على ضرورة تكثيف الجهود ومضاعفتها للحفاظ على البلدة القديمة وتثبيت صمود أهلها داعياً جميع المؤسسات لافتتاح مكاتب تمثيلية لها في البلدة القديمة لدعمها ومساندة أهلها.
أما مدير عام شركة انفينيتي السيد معتز القواسمي فقدم نبذة عن شركته، وعن الفكرة التي طرحتها لإقامة هذا المهرجان، ومن ضمنها إنشاء بوابة تاريخية لمدخل الخليل الشمالي كخطوة أولى لإنشاء المزيد من البوابات على المداخل الأخرى للمدينة خلال المهرجانات اللاحقة، وشكر الجهات الشريكة التي ساهمت في إنجاح هذا النشاط المتميز.
فيما أشار منسق المهرجان السيد وسيم القواسمي إلى المشاريع التي ستنفذ خلال المهرجان والتي ستضم: إنشاء البوابة لمدخل الخليل الشمالي، وإقامة معرض للصناعات الوطنية، وبازار شعبي للتسوق، إضافة إلى مهرجان العنب الفلسطيني، وحفل ختامي مع الفنان حمزة نمرة من جمهورية مصر العربية.
وفي نهاية الاحتفال وقع أعضاء لجنة مهرجان الخليل اتفاقيات الشراكة، ومن ضمنها اتفاقية مع ممثل شركة جابر السيد شاهر جابر لتمويل بناء البوابة الشمالية التي سترى النور عما قريب.
احتفلت الخليل بافتتاح بوابتها الجديدة مساء أمس الأحد، وأطلقت فعاليات مهرجان الخليل الأول 2019 الذي يأتي بالشراكة بين محافظة الخليل وبلدية الخليل وغرفة تجارة وصناعة محافظة الخليل وشركة إنفينيتي للدعاية والإعلان، بحضور ممثلي المؤسسات الشريكة ومؤسسات المجتمع المحلي والأجهزة الأمنية ولفيف من الشخصيات الاعتبارية وحشد كبير من المواطنين، وذلك في نادي بيت الطفل الفلسطيني.
ويهدف المهرجان إلى تنشيط الحركة التجارية والسياحية في خليل الرحمن خاصة في بلدتها العتيقة، وذلك من خلال تنظيم العديد من الفعاليات والأنشطة المختلفة على مدار شهر أيلول تتنوع بين الفعاليات الترفيهية، الثقافية، الطبية والتطوعية، مع تتويج فعالياته في الختام بحفل فني ملتزم ضخم.
وفي كلمته، أطلق أبو سنينة اسم القدس على بوابة المدينة، قائلاً: «في القدس بوابة الخليل، وفي الخليل بوابة القدس»، مؤكداً أنّ الخليل تثبت اليوم ومن خلال مهرجانها أنّ تكاملية العمل المبني على التخطيط والعمل المشترك هو أساس النجاح ومدعاة لتحقيق إنجازات أكبر، مشيراً إلى أنّ التعاون المؤسساتي هو الرافعة الحقيقية للخليل وللخدمات التي تقدمها مؤسساتها للمواطن، داعياً كل مؤسسات الوطن أن تحذو حذو مؤسسات الخليل وأن تنتهج نهجها، موضحاً أنّ هذه البوابة هي لوحة فنية جمالية تمثل تراث وتاريخ وحضارة الخليل ولا تمثل حدودها، مضيفاً:«من الخليل الصامدة إلى القدس العاصمة عهد وتحية».
من جانبه أعرب مساعد محافظ محافظة الخليل د. رفيق الجعبري عن سعادته بهذه الاحتفالية التي شهدت حضور قامات وطنية، ناقلاً تحيات محافظ الخليل اللواء جبرين البكري وأمنياته بنجاح فعاليات المهرجان المختلفة، مؤكداً حرص المحافظة على دعم كل المؤسسات وتسهيل كل عمل من شأنه الارتقاء بمحافظة الخليل، بالرغم من استهداف الاحتلال ومستوطنيه للخليل وأهلها خاصةً البلدة العتيقة فيها والحرم الإبراهيمي الشريف، قائلاً: «كان لزاماً علينا تسليط الضوء على الخليل من الناحية الدينية والسياحية، مطالباً بالعمل الجاد للتركيز على مواضيع الصحة والمرأة والتعليم والمواضيع التي تتعلق بثقافتنا وتراثنا».
بدوره، أكدّ رئيس غرفة تجارة وصناعة محافظة الخليل السيد عبده ادريس أهمية تنمية القطاعات الاقتصادية المختلفة والاستثمار في الشباب، لافتاً إلى الجهود الكبيرة التي بُذلت من الطواقم والمتطوعين الشباب والتي ساهمت بشكل مباشر في نجاح هذا المهرجان، شاكراً المؤسسات الشريكة والمتطوعين والمساهمين والرعاة، قائلاً: «الخليل اليوم تسطر نجاحاً إضافياً بالتكامل بين مؤسساتها حيث يعتبر هذا المهرجان ثمرة للتعاون بين مؤسسات الخليل»، مشيراً إلى أنّ المهرجان بفعالياته المختلفة سيشكل إضافة نوعية للمحافظة، معتبراً الاقتصاد الفلسطيني سياج الوطن ويجب المحافظة على القطاع الخاص ليبقى قوياً في ظل التحديات التي تواجهنا.
من جانبه، أوضح مدير عام شركة انفينيتي للدعاية والطباعة السيد معتز القواسمي أنّ هذه الجهود المثمرة جاءت بعد عمل عام كامل بالشراكة مع أهم مؤسسات الخليل، لافتاً إلى أنّ هذه البوابة تعكس الصورة الحضارية والتاريخية لأقدم مدن العالم «خليل الرحمن»، مشيراً إلى أنّ هذه الفكرة الرائدة تكونت لدى ثلة من الشباب الفلسطيني الواعد والحريص على الارتقاء بمدينته، داعياً إلى تعزيز العلاقة بين القطاعين الخاص والعام من أجل المساهمة الفاعلة في تنمية المجتمع وبنائه.
أمّا ممثلة شركة الجابر للمقاولات سارة دوفش تحدثت عن دور الشركة ومساهمتها في بناء البوابة، معربةً عن فخر الشركة بهذا الإنجاز الذي يجسد مشهداً حضارياً أسوةً بباقي المدن العالمية الكبرى، مبينةً أنّ مساهمة شركة الجابر من منطلق المسؤولية المجتمعية الملقاة على عاتقها والتي ستعمل جاهدةً لدعم كل ما من شأنه رفع المجتمع.
وتخلل الحفل عرض فيديو لمراحل بناء البوابة، وفيديو آخر لعرض فعاليات المهرجان المتواصلة على مدار شهر أيلول، وفي نهاية الحفل قامت إدارة المهرجان بتكريم رجل الأعمال وصاحب شركة الجابر للمقاولات السيد غاندي جابر تقديراً لمساهمته الفاعلة في تشييد بوابة القدس التاريخية.

## الإفطار الجماعي والحلاقة المجانية
شهدت بلدة الخليل القديمة بتاريخ 2-9-2019  نشاطا  مميزا يسوده جوا من الألفة والمحبة بين سكانها وزوارها خلال فعالية الإفطار الشعبي والحلاقة المجانية، حيث تواجد فيها الكبير والصغير والرجال والنساء من مدينة الخليل ومدن الضفة الغربية الفلسطينية وممثلي عن الشعوب الأجنبية.
فقد نظمت لجنة اعمار الخليل وشركة الكتروهيدروليك ضمن فعاليات مهرجان الخليل وبالتعاون مع نقابة الحلاقين فعالية «الإفطار الشعبي والحلاقة المجانية» ضمن سلسلة فعاليات مهرجان الخليل وبرنامج «دعم صمود وتنمية المجتمع في المناطق المسماة» ج«والقدس الشرقية». حيث حضر الفعالية مدير شركة الكتروهيدروليك المهندس نادر البيطار ورئيس الغرفة التجارية السيد عبده ادريس ومساعد محافظ محافظة الخليل الدكتور رفيق الجعبري ونائب رئيس الغرفة التجارية السيد نضال المحتسب وممثل شركة انفينيتي السيد وسيم القواسمة وممثل عن نقابة المواد الغذائية السيد وسام الكرد.
وقد أشار عماد حمدان مدير عام لجنة اعمار الخليل أن هذا النشاط يأتي ضمن سلسة من الأنشطة التي من شأنها ان تحيي الحركة في البلدة القديمة وتعيد إليها نبض الحياة الاجتماعية والاقتصادية والسياحية، كما انه عبر عن سعادته عن نجاح هذه الفعاليات التي استهدفت آلاف الزوار للبلدة القديمة خلال صيف هذا العام، وهذا ما تسعى لجنة اعمار الخليل لتحقيقه دوما.
حيث رحب مساعد محافظ الخليل الدكتور رفيق الجعبري بجميع الحاضرين للفعالية وشكرهم على حضورهم وكسرهم لحاجز الخوف باتجاه منطقة بلدة الخليل القديمة، وشكر لجنة الاعمار وأسرة مهرجان الخليل على تعاونهم في تنظيم وإنجاح هذه الفعالية لما لها من أثر على البلدة القديمة وسكانها وتشجيعهم على تعزيز صمودهم في المنطقة.
من جهته عبر السيد عبده ادريس عن سعادته بنجاح فعالية «الإفطار الجماعي والحلاقة المجانية»، وبأن كون الغرفة التجارية عضو من أعضاء أسرة مهرجان الخليل الذي يستهدف بنشاطاته مناطق عدة من مدينة الخليل يعد من أهم الانجازات التي تحققها الغرفة وخاصة لأن بعض فعالياته تستهدف البلدة القديمة التي تعد المنطقة الأهم في مدينة الخليل. ووجه شكر خاص للجنة الاعمار وشركة انفينيتي على تعاونهم في انجاز هذه الفعالية في واحدة من المناطق المهمة في البلدة القديمة.
كما عبر المهندس نادر البيطار مدير شركة الكتروهيدروليك عن جزيل شكره لجميع الجهات المتعاونة في نجاح فعالية الإفطار الجماعي والحلاقة المجانية وأكد على فائدتها في دعم سكان منطقة البلدة القديمة معنويا واقتصاديا، وأن الاستمرار في تنفيذ فعاليات داخل المنطقة سيعزز من مكانتها عالمياً كإحدى مواقع التراث العالمية المدرجة على لائحة اليونسكو.

## مهرجان العنب الفلسطيني الثامن
افتتح يوم السبت، مهرجان العنب الفلسطيني الثامن 2019 بعنوان «الشهد في عنب الخليل»، في ساحة بلدية حلحول شمال الخليل.
وحضر حفل الافتتاح، عضو اللجنة التنفيذية لمنظمة التحرير أحمد التميمي، وعضوا اللجنة المركزية لحركة "فتح" إسماعيل جبر، وعباس زكي، ومحافظ الخليل جبرين البكري، ووزير الزراعة رياض العطاري، ومستشار رئيس الوزراء لشؤون الصناديق العربية والإسلامية الوزير ناصر قطامي، ورئيس أساقفة سبسطية للروم الارثودوكس المطران عطا الله حنا، ورئيس بلدية حلحول حجازي مرعب، ورئيس غرفة تجارة وصناعة وزراعة شمال الخليل نور الدين جرادات، وحشد من المواطنين والتجار والمزارعين.
وقال زكي: «سيبقى مزارعنا الفلسطيني شوكة في حلق الاحتلال يتجذر بأرضه ويتناقل حبها جيلا بعد جيل، والخليل هي ثلث الضفة الغربية وعنوان الصمود، وهي ذاخرة بمقدراتها وقدراتها في كافة المجالات الصناعية والزراعية والتجارية، كما أنها مثال للتضحية والعطاء».
بدوره، قال العطاري: «ستبقى حلحول جنة خضراء حامية لوطننا ومقدراته، كما ستبقى شجرة العنب ساعدا من سواعد الصمود، وورقتها كما كف يدنا متجذرة بأرضنا».
وتطرق إلى قضية منع شراء العجول من إسرائيل، موضحا ذلك بأنها إحدى خطوات الاستقلال الزراعي والاقتصادي.
من جهته، أشار مرعب إلى أهمية مهرجان العنب في دعم تعزيز صمود المزارعين والتجار، قائلا: «من قلب مدينة حلحول نرد عليكم بهذا المنتوج الوطني العنب أحد أعمدة الاقتصاد الفلسطيني».
```
من جانبه، قال جرادات إن فعاليات هذا المهرجان تستمر لمدة 3 أيام، ورسالتنا من خلاله أننا هنا باقون ولن نبرح أرضنا مهما تعاظمت المؤامرات واشتدت، وسيبقى شعار 
العنب الخليلي
 رمزا لصمودنا وانغراسنا في أرضنا المباركة، ومن أبرز حكايات صمودنا اقتصادنا المنزلي الأسري الذي ينجح بالمشاركة ويبنى على كاهل الأم الفلسطينية.
[
3
]
```

```
وطالب بإلحاق أراضي شمال الخليل بالعناقيد الزراعية، لما في ذلك من أهمية للنهوض بالمساحات الزراعية الواسعة في المنطقة.
```

وتخلل المهرجان فقرات فنية وأخرى فلكلورية شعبية، كما تضمن عدة زوايا لمنتوجات العنب الفلسطيني، والمنتجات الزراعية في كافة محافظات الوطن، وسيتواصل المهرجان على مدار ثلاثة أيام.

## معرض الكتاب والوسائل التعليمية الحديثة
ضمن فعاليات مهرجان الخليل الأول 2019، افتُتح مساء اليوم السبت معرض الكتاب والوسائل التعليمية الحديثة في مجمع إسعاد الطفولة التابع لبلدية الخليل، بحضور وزير الثقافة د. عاطف أبو سيف ونائب رئيس بلدية الخليل المهندس يوسف الجعبري ومساعد محافظ الخليل د. رفيق الجعبري ورئيس غرفة تجارة وصناعة محافظة الخليل السيد عبده إدريس ورئيس مجلس إدارة شركة انفينيتي للدعاية والطباعة السيد نضال القواسمي ورئيس اتحاد الناشرين السيد سامح دنديس والراعي الماسي للمعرض شركة سليمان سنقرط الاستثمارية ممثلةً بمديرها سليمان سنقرط، وعدد من الشخصيات الرسمية وممثلي مؤسسات المجتمع المحلي والأجهزة الأمنية والمشاركين في المعرض.
من جانبه، نقل المهندس الجعبري تحيات رئيس بلدية الخليل الأستاذ تيسير أبو سنينة وأعضاء المجلس البلدي، مبدياً إعجابه بالشراكة الحقيقية التي جسدها المهرجان بين جميع الشركاء، مؤكداً أنّ البلدية جنّدت كافة طواقمها لخروج المهرجان بصورة تليق بتاريخ الخليل ومكانتها الدينية، لافتاً إلى أنّ معرض الكتاب يعتبر من أهم الفعاليات كونه يهتم بالجانب الثقافي والعلمي، مبيناً الدور الكبير الذي تلعبه الثقافة في حياة الشعوب، خاصةً الشعب الفلسطيني الذي استطاع أن يوظف الثقافة لمحاكاة الواقع السياسي والقضية الفلسطينية من خلال الأعمال الثقافية المختلفة.
وفي كلمته، أشاد الدكتور الجعبري بفعاليات المهرجان المختلفة والمنوعة، والتي أتاحت الفرصة لكل فئات المجتمع بالمشاركة فيها كلٌ حسب اهتمامه، ناقلاً تحيات محافظ الخليل اللواء جبرين البكري، شاكراً إدارة المهرجان على جهودها الحثيثة في إظهار الخليل بأجمل حُلة.
وأشار السيد إدريس أنّ الجهود يجب أن تضافر لإحياء الثقافة من خلال تنظيم معارض علمية بشكل متواصل وعلى أعلى المستويات كهذا المعرض، موضحاً أنّ الغرفة التجارية على استعداد لتبني الأفكار الريادية التي من شأنها خلق حالة من الوعي بأهمية الكتاب والعلم والثقافة.
وبيّن السيد سنقرط أنّ رعاية الشركة لهذا الحدث الضخم ما هو الا دليل على أنّ الثقافة جزء هام من حياتنا، ولا يمكن لشعب من الشعوب أن يتقدم في مجالاته الأخرى دون أن يكون له إرث ثقافي، داعياً المؤسسات المختلفة لدعم كل الأنشطة الثقافية التي من شأنها رفع شأن المجتمع.
وأكدّ دنديس أهمية الدور الذي تقوم به المكتبات ومؤسسات النشر من متابعة أحدث الإصدارات المحلية والعالمية، منوهاً إلى أنّ المشاركين في المعرض جمعوا الوسائل التعليمية الحديثة في مكانٍ واحد وبأسعار مناسبة وفي متناول الجميع.
من جانبه، شكر الدكتور أبو سيف مؤسسات الخليل على هذه الجهود المُباركة في تنظيم المعرض المميز، مؤكداً أن الثقافة جزء من الموروث الحضاري والنضالي للشعب الفلسطيني، لافتاً إلى أن وزارة الثقافة تنوي تنظيم معرض دائم للكتاب في فلسطين.
وفي الختام، تم قص شرط الافتتاح والتجول في أرجاء المعرض المختلفة، بحضور وزير الاقتصاد الوطني الفلسطيني السيد خالد العسيلي، ومن الجدير ذكره أنّ المعرض يفتح أبوابه يومياً من الساعة التاسعة صباحاً حتى العاشرة مساءً اعتباراً من اليوم السبت ولغاية يوم الخميس الموافق 26/9/2019.